# یفپاتوریا
یفپاتوریا (به اوکراینی: Євпаторія) شهری در شبه جزیره کریمه در کشور اوکراین قرار دارد. جمعیت این شهر ۱۰۵,۷۱۹ نفر (۲۰۲۱ تخمینی) است.

## نگارخانه

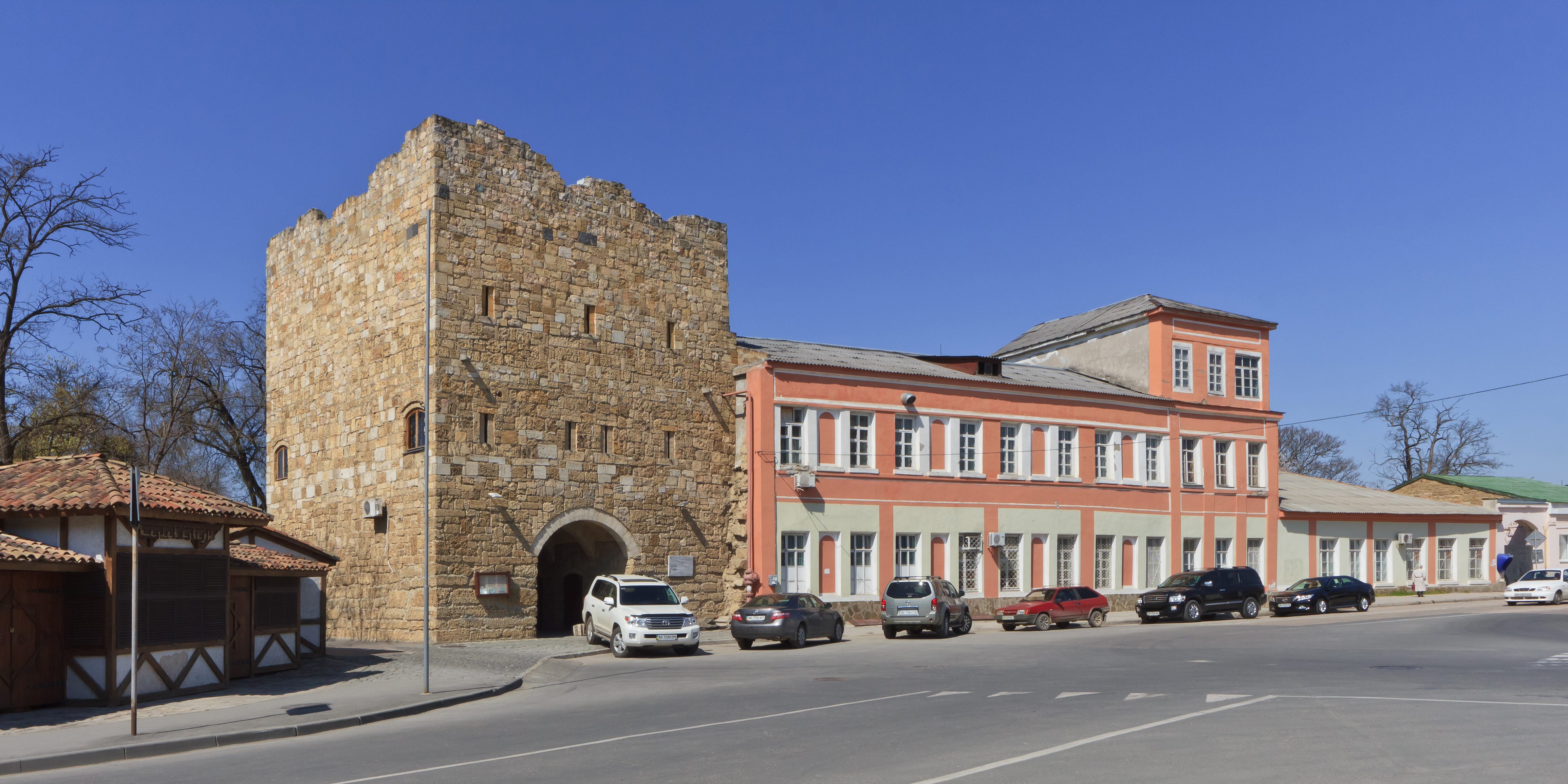
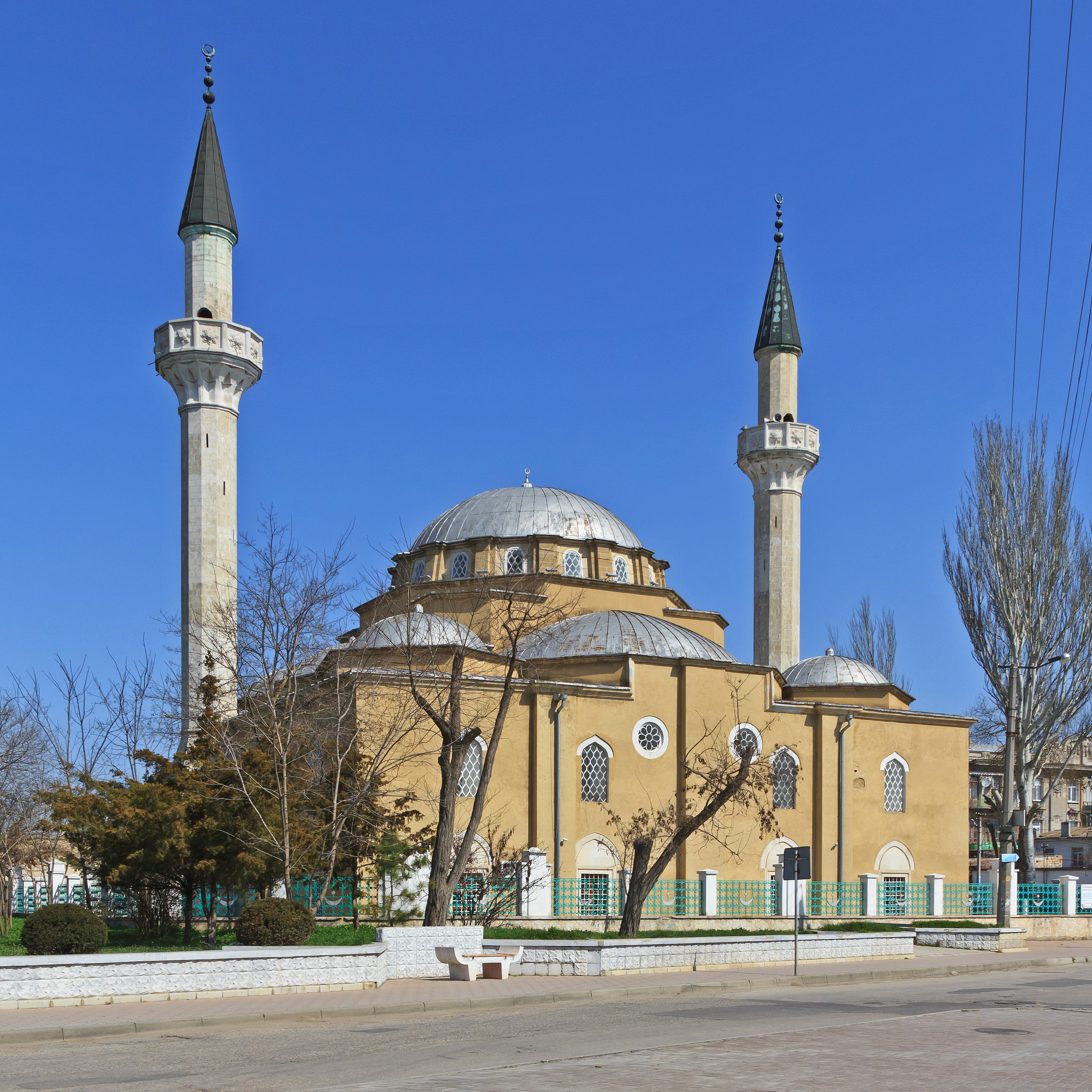
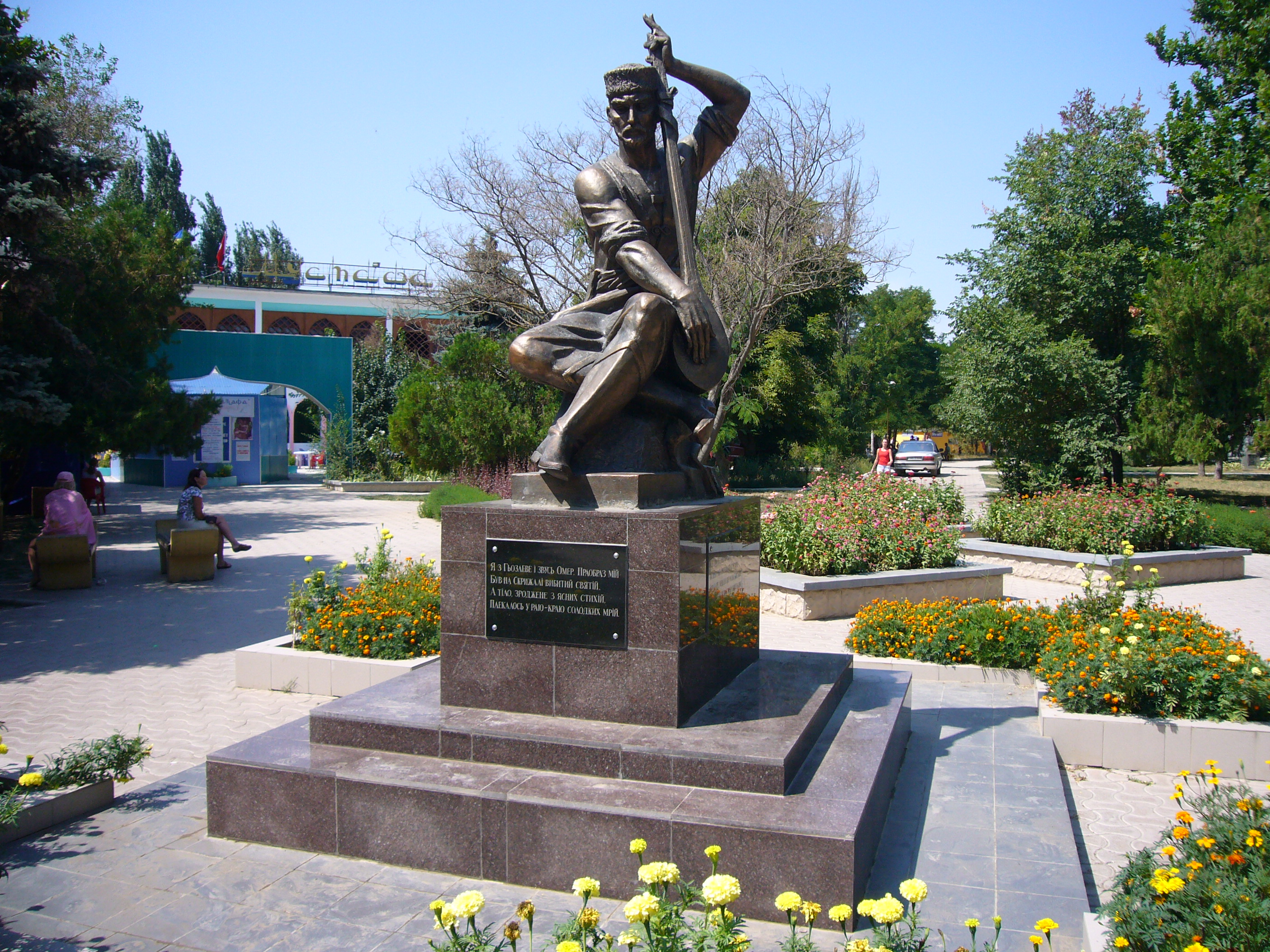
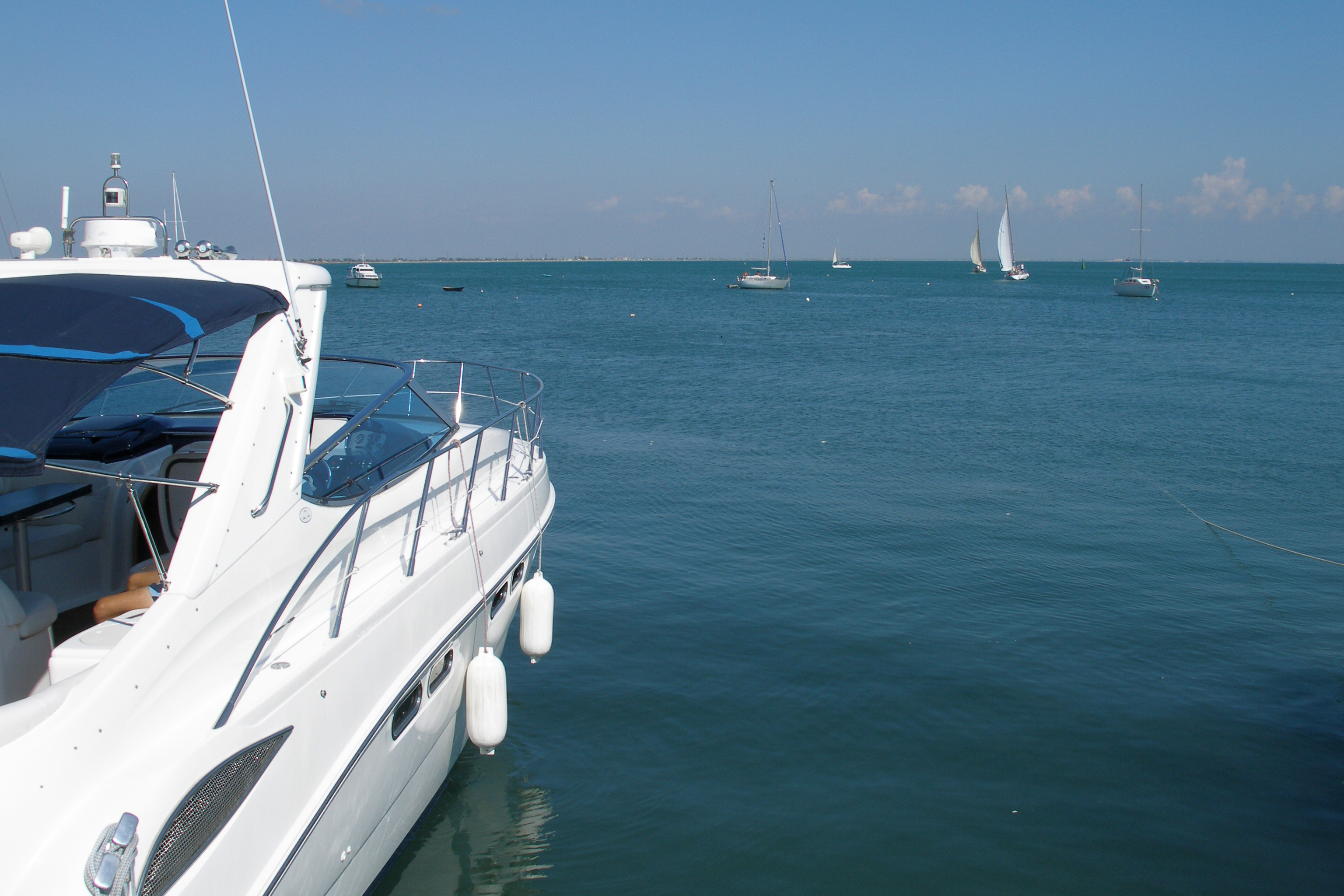
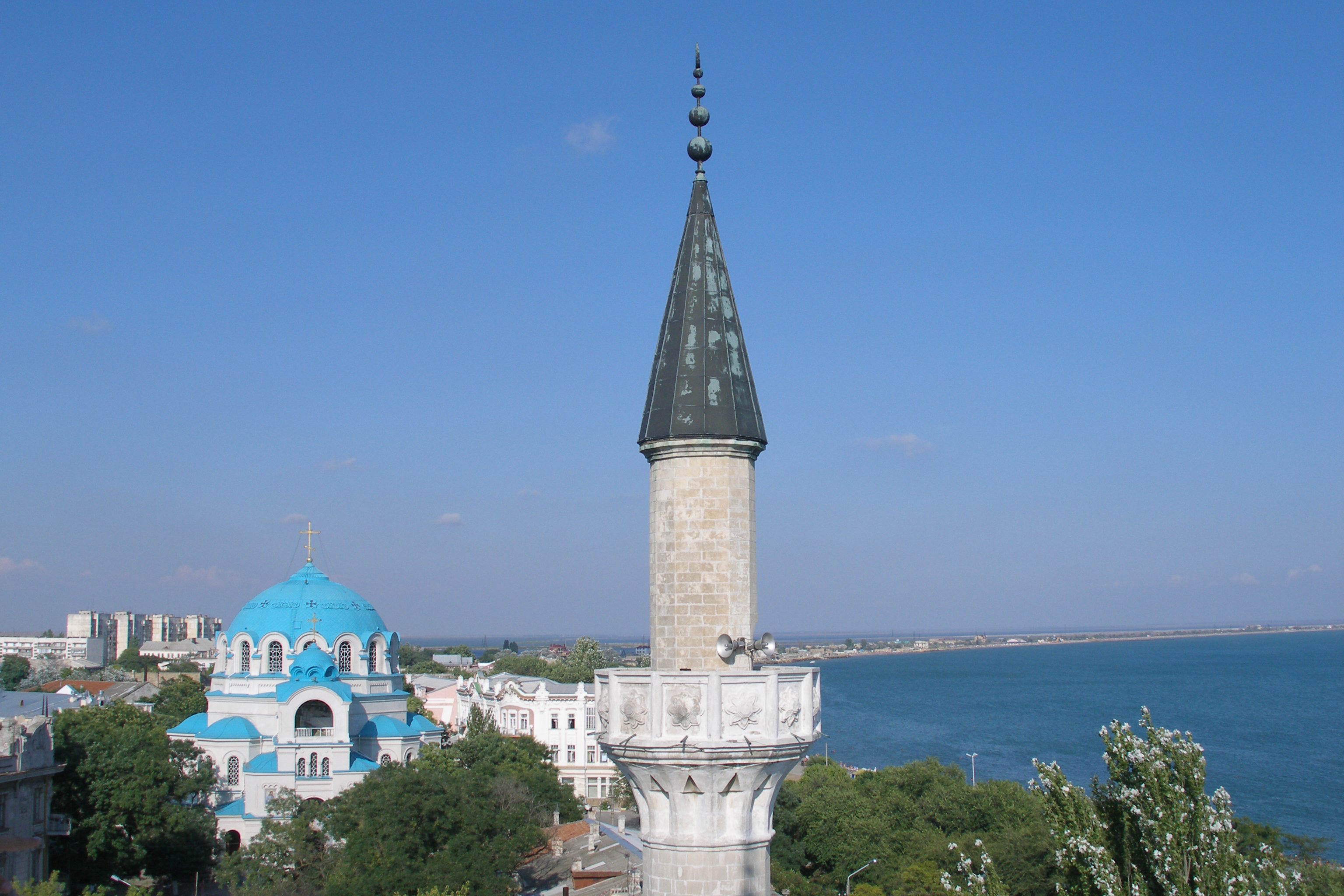
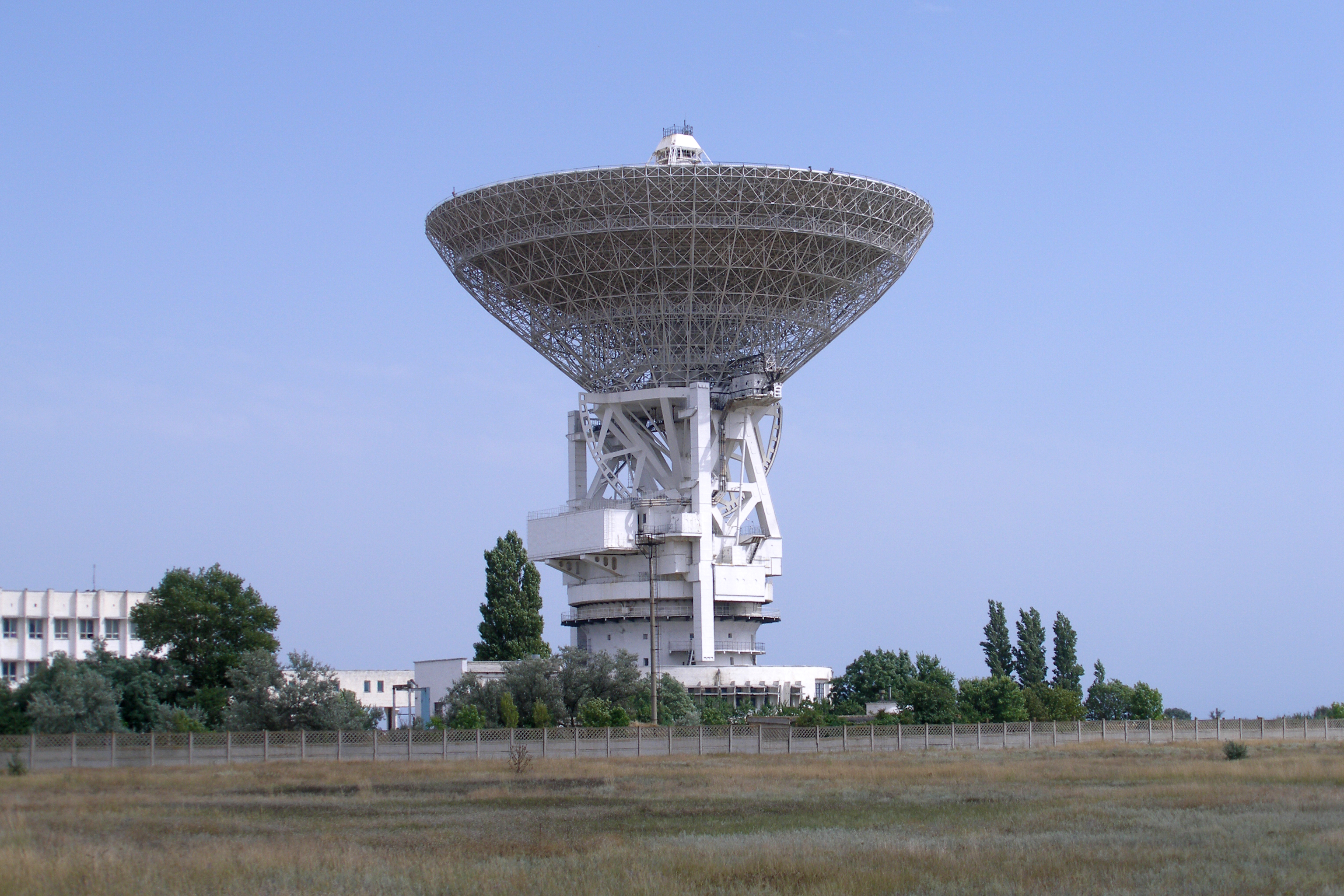